# Malapteruridae
Los  peces gato eléctricos, pertenecen a la familia Malapteruridae, de varias especies de peces de agua dulce pez gato con la habilidad de producir  electrocución  de más de 350 V,  usando electroplacas de un órgano eléctrico. Estos peces se hallan en varias partes de África,  usualmente nocturnos y se alimentan primariamente de otros peces, incapacitando a sus presas con descarga eléctricas. Pueden alcanzar 90 cm de longitud y 18 kg de peso. Esta familia no tienen aleta dorsal ni final. Se lo conoce de hace varios milenios en el Antiguo Egipto. 
Hay dos géneros y más de 12 especies conocidas, muchas de las cuales son especies enanas, menores a 30 cm de longitud.

## Historia
Estos peces se encuentran en el Nilo de Zambezi y de Senegal al Congo. El pez del Nilo fue bien conocido por los antiguos egipcios, quien los pintó en murales y más tarde, describiendo sus propiedades eléctricas por físicos árabes del siglo XII; quienes lo nombraron sugestivamente como Raad o Raash = "trueno" (literalmente "temblar, mover").